# Louis Le Coeur
Pour les articles homonymes, voir Lecoeur.
Louis Le Coeur (ou plus rarement Lecoeur, Lecœur), est un graveur et dessinateur français, actif à Paris, entre 1784 et 1825.

## Biographie
Il existe à ce jour peu d'informations sur la vie de cet artiste qui a été l'apprenti puis le collaborateur de Debucourt (né en 1755). Les deux produisent ensemble des eaux-fortes, des manières de lavis et des gravures rehaussées, dont d'après François Watteau,. En 1784, l'adresse de son atelier indiquée au bas de ses planches mentionne le 52 de la rue Mazarine. En 1790, signant parfois du pseudonyme « Cor », et se spécialisant dans la gravure de reproduction dans un style néoclassique, Le Coeur produit deux planches qui connaissent un certains succès, La Fédération et Le Bal de la Bastille, d'après Swebach-Desfontaines et Jean-Baptiste Huet. D'après le British Museum, il se trouve à Londres à la toute fin du XVIIIe siècle, comme en attestent certaines de ses productions gravées. Sous l'Empire, il illustre le sacre et le couronnement de Napoléon Bonaparte. Il travaille avec Jacques-Louis Bance entre 1804 et 1815. On perd sa trace après 1825.

## Galerie

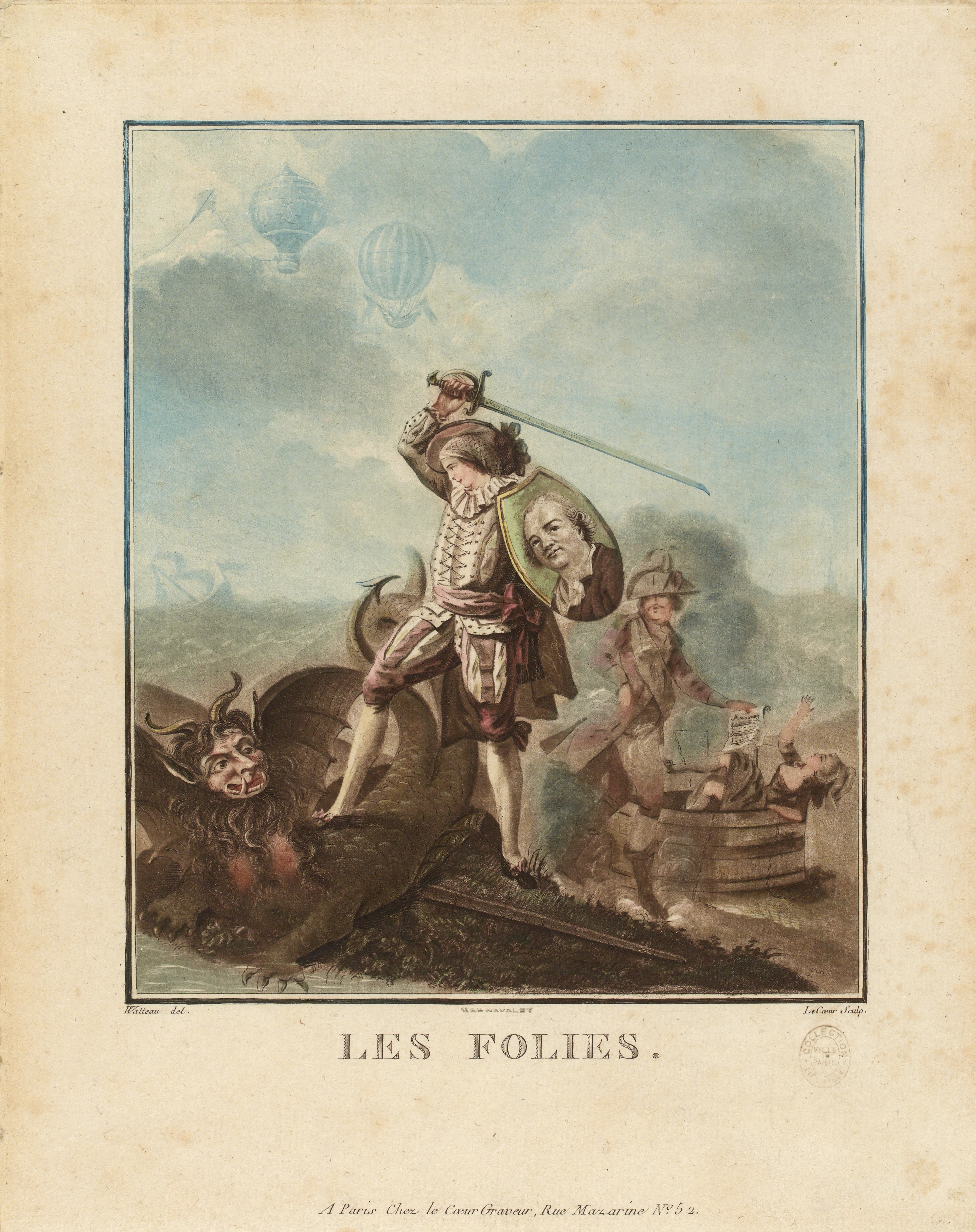
Les Folies (1784), eau-forte rehaussée d'après Watteau
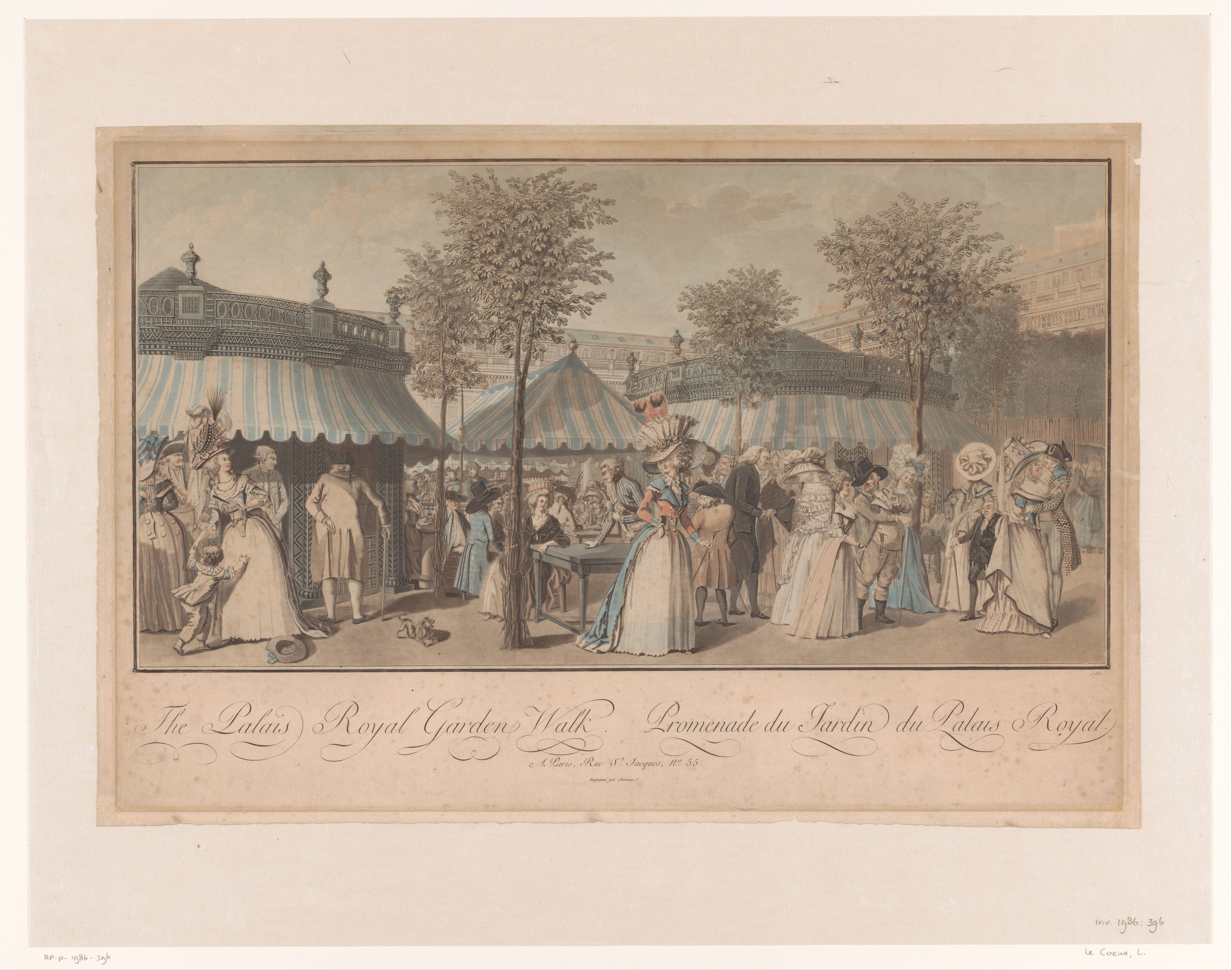
Promenade du Jardin du Palais Royal (1787), gravure rehaussée d'après Desrais, imprimée chez Aumont & Cie (Paris)
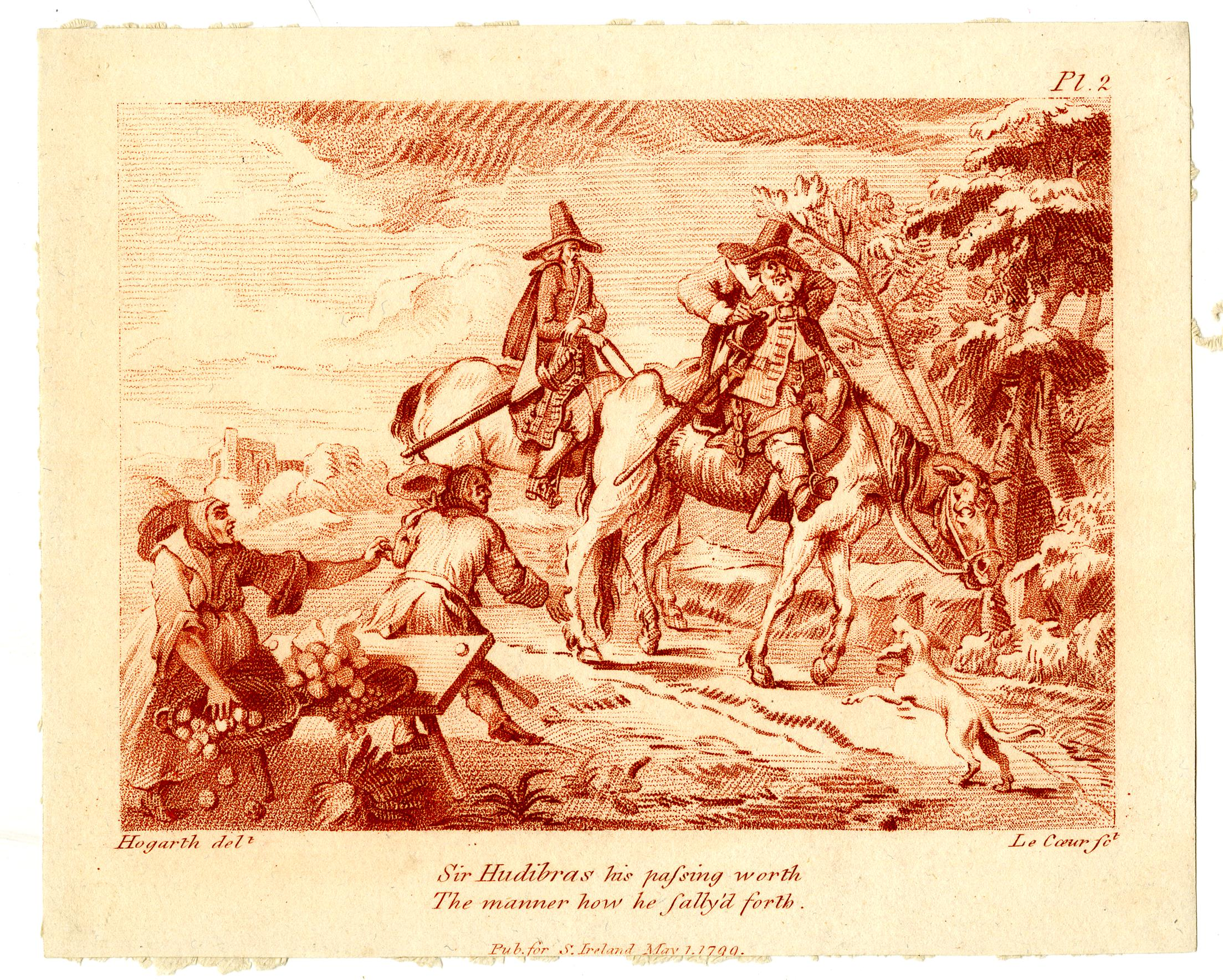
Sir Hudibras his passing Worth / The manner how he sally'd forth, manière de crayon tirée en sépia d'après Hogarth pour l'œuvre de Samuel Butler (Londres, Samuel Ireland, 1799)
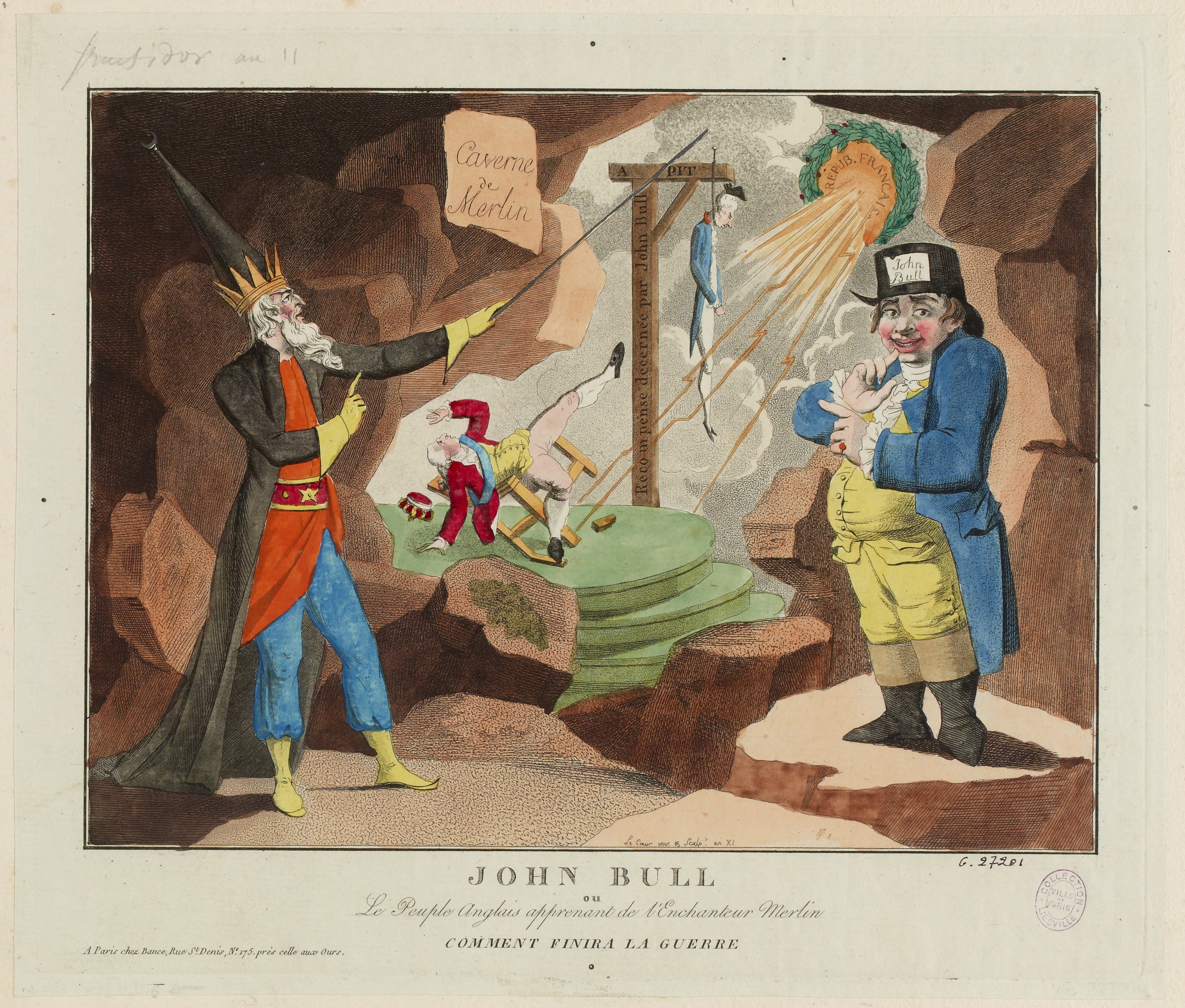
John Bull ou le Peuple Anglais apprenant de l'Enchanteur Merlin comment finira la guerre (1803), eau-forte colorisée d'après Bance
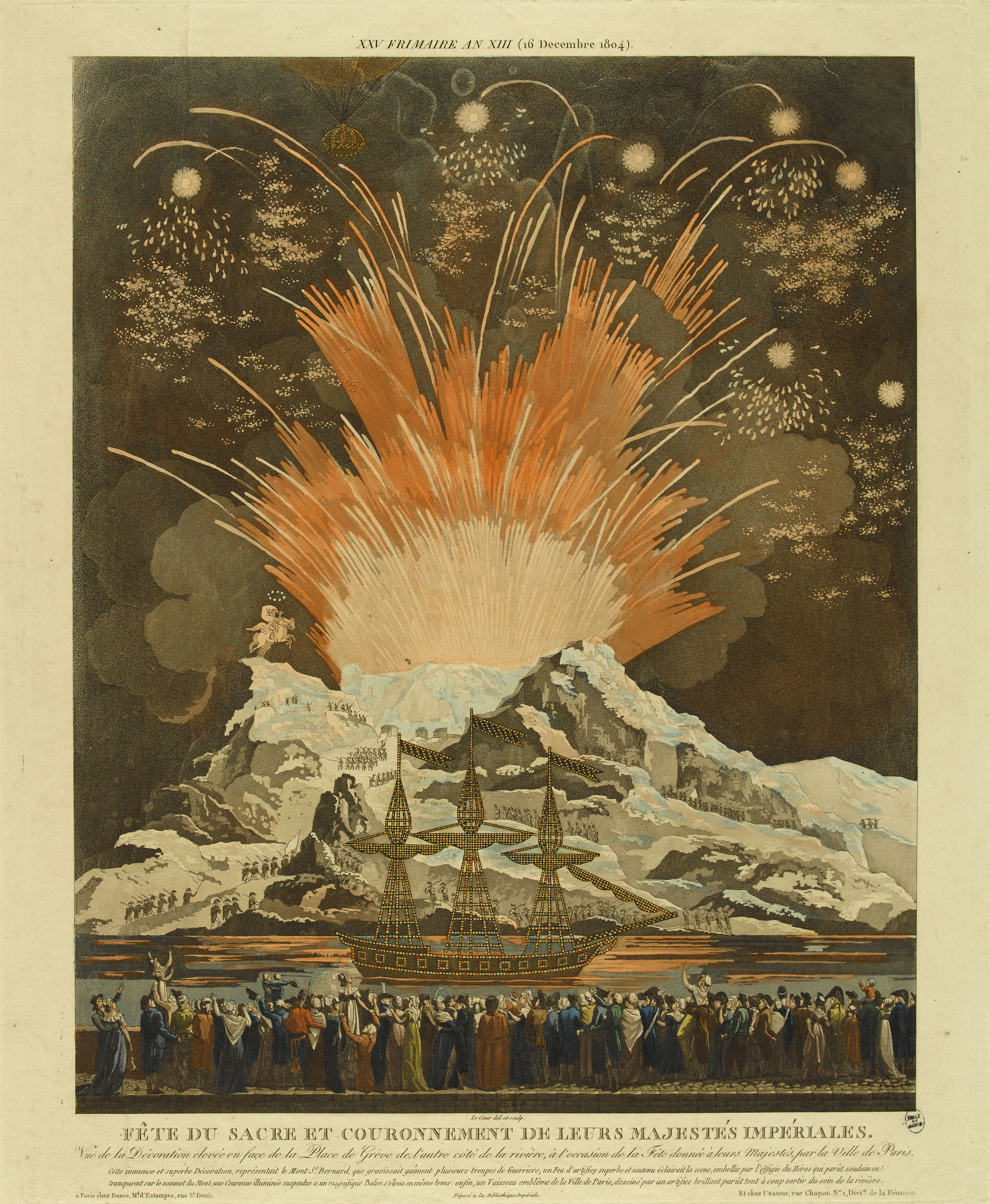
Fête du Sacre et Couronnement de leurs Majestés Impériales. Vue de la Décora (1805), eau-forte colorisée d'après Bance